# Delbert Ray Fulkerson
Delbert Ray Fulkerson (14.8.1924 – 10.1.1976) là nhà toán học người Mỹ, đồng tác giả của thuật toán Ford-Fulkerson, một trong các thuật toán được sử dụng nhiều nhất để minh họa bài toán luồng cực đại (maximum flow problem) trong luồng trên mạng.

## Cuộc đời và Sự nghiệp
Fulkerson lớn lên trong một thành phố nhỏ ở miền nam Illinois và học ở Đại học Nam Illinois. Sự nghiệp đại học của ông bị gián đoạn vì ông phải thi hành nghĩa vụ quân sự trong thế chiến thứ hai. Sau chiến tranh, ông trở lại học và sau khi tốt nghiệp, ông học tiếp để lấy bằng tiến sĩ toán học ở Đại học Wisconsin-Madison năm 1951. Sau đó ông làm việc ở phân ban toán học của Rand Corporation tới năm 1971, rồi chuyển tới Đại học Cornell làm giáo sư khoa Công trình (Engineering), cho tới khi qua đời năm 1976.
Năm 1956, ông xuất bản bài khảo cứu nổi tiếng về thuật toán Ford-Fulkerson
chung với Lester Randolph Ford. Năm 1979, hai Hội lập chương trình Toán học và Hội Toán học Hoa Kỳ chung nhau lập ra Giải Fulkerson nổi tiếng, thưởng cho các bài khảo cứu xuất sắc trong lãnh vực Toán học rời rạc mỗi 3 năm một lần.

## Phả hệ Toán học
E. H. Moore hướng dẫn L. E. Dickson hướng dẫn Cyrus MacDuffee hướng dẫn Fulkerson.

## Tác phẩm
- L.R. Ford và D.R. Fulkerson: Flows in Networks. Princeton, NJ, Princeton University Press, 1962.